# ダックとディーゼル機関車
『ダックとディーゼル機関車（汽車のえほん13）』（ダックとディーゼルきかんしゃ きしゃのえほん13）（原題 Duck and the Diesel Engine ）は、低学年の児童向け絵本シリーズ「汽車のえほん」の第13巻である。

## 概要
1958年にイギリスで発行されたウィルバート・オードリー牧師執筆による汽車のえほんシリーズの第13巻。4話の短編作品を収録。挿絵はジョン・ケニーが担当。ポプラ社から1974年10月に日本語訳が出版されていたが、2004年頃一旦絶版。2005年に新装改訂版が出版された。2010年にミニ新装版が発売された。

## 成立の過程
1945年から、ほぼ毎年に1巻ずつ続巻してきた本シリーズの第13巻。当時のイギリス国鉄がディーゼル化への道を歩み始めたことを反映した内容となっている。

## 収録作品
※（）内は新版での邦題
- こぶなし機関車（ドームのない機関車） (Domeless Engines)
- ディーゼル機関車のディーゼル (Pop Goes the Diesel)
- ディーゼルのわるだくみ (Dirty Work)
- ダック、とこやさんへいく (A Close Shave)

## 登場キャラクター
テレビシリーズの機関車紹介と重複する解説は省略、本巻の内容で特筆すべきものを紹介。

### メインキャラクター
ダック
- 車体番号が「5741」であると初めて明かされた。ダルビーが描いたときからモデルが変更されたのか、この巻から5700形の姿で描かれている。

ヘンリー
- ディーゼルが貨車に「ふるぼけ車輪のしかくあし（新装版ではおんぼろしかくあし）」(Old Square Wheels)と悪口を吹き込んだ。「Old Square～」には、文字通り「古い四角の～」だけでなく、「四角四面の老いぼれ～」の様な意味合いもある。

ゴードン
- ドーム（作中では『たんこぶ』と表現）を風に吹き飛ばされてしまうが、これは1958年にLNER K3型の61809号に実際に起こった事故である。ディーゼルが貨車に「すっとびソーセージ」(Galloping Sausage)と悪口を吹き込んだ。これはLNER 10000型蒸気機関車に実際に付けられた俗称である。

ジェームス
- ディーゼルが貨車に「赤さびの ふる鉄」(Rusty Red Scrap-iron)と悪口を吹き込んだ。

エドワード
- P47のエドワードはやけに目が小さく描かれ、まるで別人の様な顔である。

トーマス
トビー

### サブキャラクター
ディーゼル
- 「汽車のえほん」シリーズで初めて登場したディーゼル機関車。この巻のみに登場。モデルはイギリス国鉄の08形。当時のイギリス国鉄が製造したディーゼル機関車は技術力不足もあって低性能で保守に手間が掛かり、実用性・信頼性が低かったが、その中でもLMS時代の設計を改良し多く手を加えなかった08形は安定して稼働しており、量産されて貨物操車場から多くの蒸気機関車を淘汰していた(=蒸気機関車にとって脅威になっていた)ことを「性格が悪い」と表現したようである。また、実機が入換用であるため作中では大した活躍はしていない。

シティー・オブ・トルーロー（グレート・ウェスタン鉄道3700形蒸気機関車）
- 「汽車のえほん」シリーズで初めて登場した実在する機関車。この巻のみに登場。同じ大西部鉄道のダックと仲良くなるが、ゴードンには焼き餅を焼かれる。
- ゴードンから「ドーム（旧訳では「こぶ」）のない機関車」と呼ばれているが、これは実機のボイラー圧力が当時の基準ではかなり高く、強度重視でボイラーに蒸気ドームを設けず、火室上部の細いスロットを長手に切ったチューブから蒸気を採取している機関車であるため。

## その他
- ディーゼル機関車を登場させる提案をしたのは担当編集者のエリック・マリオットである。オードリー牧師の「時代を反映した内容でありたい」という方針に沿ってのことだった。この後、皮肉にもイギリス国鉄のディーゼル化は押し進んでいき、蒸気機関車は本線上から消える運命を辿った。
- 最初の挿絵でダックを指差している黒い服に帽子の男とその左にいる蝶ネクタイをした男は、オードリー牧師とレジナルド・ダルビーである。
- ダックがシティー・オブ・トルーローから聞きたがっていた「南西部鉄道の機関車を負かした話」というのはロンドン・アンド・サウス・ウェスタン鉄道（南西部鉄道）とグレート・ウェスタン鉄道（大西部鉄道）が、20世紀初頭にロンドンからイギリス南西部への路線で速度争いをしていた話である。
- 2話目の原語タイトルは、イギリスの民謡「Pop Goes the Weasel」のパロディである。